# Kasson, Minnesota
Kasson là một thành phố thuộc quận Dodge, tiểu bang Minnesota, Hoa Kỳ. Năm 2010, dân số của thành phố này là 5931 người.

## Dân số
- Dân số năm 2000: 4398 người.
- Dân số năm 2010: 5931 người.